# کوه میتر
میتر یک قله کوه با ارتفاع ۲٬۸۵۰-متر (۹٬۳۵۰-فوت) است که در منطقه لیک لوئیز پارک ملی بنف، در رشته کوه‌های صخره ای کانادایی آلبرتا، کانادا واقع شده‌است. میتر در سال ۱۸۹۳ توسط ساموئل ES آلن نامگذاری شد که احتمالاً به این دلیل است که کوه شبیه میتر اسقف است.